# The Scalpel
The Scalpel è un grattacielo ad uso commerciale situato a Londra, Regno Unito. Si trova su Lime Street nel quartiere finanziario della City di Londra.

## Descrizione
Originariamente The Scalpel (che significa bisturi) era un soprannome, ma successivamente venne utilizzato come nome ufficiale; il termine fu coniato dal Financial Times per via del particolare design dell'edificio. Completato nel 2018, alto 190 metri e con 38 piani, è stato progettato dallo studio Kohn Pedersen Fox. Il grattacielo è stato commissionato dalla compagnia assicurativa WR Berkley per ospitare il nuovo quartier generale europeo dell'azienda, che occupa circa un quarto dello spazio totale dell'edificio.